# 초월산 대숭복사비
초월산대숭복사비(初月山大崇福寺碑)는 신라 말의 문인 최치원(崔致遠)이 찬술한 비문을 새긴 비석이다. 성주사 낭혜화상 백월보광탑비, 봉암사지증대사적조탑비, 쌍계사진감선사대공탑비와 함께 사산비명(四山碑銘)의 하나로 꼽히며, 고승의 일대기를 다룬 세 비석과는 달리 신라 왕실에서 세운 원성왕의 원찰 숭복사의 유래를 기록하면서 왕실과 불교간의 관계를 강조하였다는 점에서 특색이 있다.
최치원은 왕명으로 정강왕 1년(885년)부터 비문을 짓기 시작하였으나, 헌강왕과 정강왕이 잇달아 사망하는 등 왕실 내부의 어려움을 겪으며 건립이 늦춰져 진성여왕 10년(896년)에야 완성되었다. 비문의 글자를 새긴 것은 승려 환영이었다.

## 내용
비석의 내용은 798년에 붕어한 원성왕(元聖王)의 능원을 조성하면서(현재의 괘릉) 당시 기왕의 위치에 있던 곡사(鵠寺)를 남쪽으로 옮겨 대숭복사(大崇福寺)라 개칭하고 새로 조성된 왕릉을 지키는 원찰로 삼았다는 것으로, 하대신라 원성왕 이후의 화엄종 승려들의 활동양상과 신라 왕실과의 커넥션을 보여주고 있으며, 이때의 공사에 비문의 찬자인 최치원 본인의 아버지 견일이 관여했었던 사실에서 최치원에게 비문을 짓는 일이 맡겨진 것이었다. 비문의 기록을 《삼국유사》(三國遺事)에 "원성왕의 능은 토함산 서쪽 기슭 곡사에 있으며, 최치원이 지은 비문이 있다"고 한 기록과 대조해, 숭복사에서 멀지 않은 곳에 있는 괘릉이 원성왕의 능원임을 분명히 확인할 수 있다.
또한 원성왕의 능을 조성하기 위해 곡사를 남쪽(현재 숭복사지 위치)으로 옮길 당시, 현지 땅을 국가에서 사들였다는 언급이 있어, 이 부분은 일제 시대 식민사관 비판의 가장 중요한 근거 가운데 하나인 토지국유제설을 정면으로 반박할 수 있는 토지 수수 자료가 되고 있다.
비석 자체는 온전히 남아 있지 않지만 사산비명에 속한 다른 세 비석과 함께 비문의 내용은 이미 조선 시대까지도 전해졌고, 《해운비명주》(海雲碑銘註) 같은 사산비명 주석서에 실려 있다. 일제강점기 시대부터 절터에서 비석의 잔편이 수습되었다. 비석을 얹었던 두머리거북받침(雙頭龜趺)은 1930년대에 국립경주박물관으로 옮겨졌으며, 비석 조각의 잔편(殘片)은 각기 국립경주박물관과 동국대학교 박물관에 소장 전시되어 있다.
2015년 4월 30일에 경상북도 경주시 외동읍 말방리에 있는 옛 숭복사터에 비석의 리플리카가 세워졌다.

## 같이 보기
- 원성왕릉(괘릉)
- 봉암사지증대사적조탑비
- 성주사 낭혜화상 백월보광탑비
- 쌍계사진감선사대공탑비